# Kudo
Il Daido Juku (o Daidojuku) conosciuto anche come Kudo è un'arte marziale ibrida fondata nel 1981 da Azuma Takashi. 
Daidojuku, tradotto letteralmente dal giapponese, significa "la grande via". Il Daido juku combina diversi stili, tra cui il  Kyokushin Karate e il Judo per ottenere come risultato un combattimento realistico.

## Storia
Azuma, originalmente un campione di full contact karate kyokushin, si dimise dall'organizzazione Kyokushin per fondare il Daidojuku in Giappone. Esso comprende tecniche che non erano presenti negli stili a pieno contatto del karate. Azuma, essendo una cintura nera di terzo dan in judo come una nera di quarto dan in karate kyokushin, riconobbe il potenziale di un'arte marziale ibrida. Questa non sarebbe stata limitata dai confini di un singolo stile ma avrebbe utilizzato tecniche di diverse arti marziali, inizialmente solo judo e karate. Più tardi negli anni ottanta e novanta tale stile incominciò a comprendere diverse tecniche da arti marziali come boxe, muay thai, jujitsu, wrestling, e altre tutte fuse insieme nello stile del Daidojuku. Uno dei precetti fondamentali nel Daidojuku era la creazione di uno stile di combattimento realistico e versatile che comprendesse efficaci tecniche offensive e difensive tra cui pugni alla testa, gomitate, testate, proiezioni e leve articolari dal Judo unito ad altre tecniche di combattimento a terra. 
Nel 1981 il Daidojuku fece il suo esordio al "1981 Hokutoki Karate Championship".
Inizialmente conosciuto come Karate Daidojuku, il nome dello stile dovette essere cambiato inevitabilmente per riconoscere le sue uniche e non ortodosse tecniche come una mixed martial art. Nel 2001, in un'intervista, il fondatore rinominò tale arte marziale in Kudo, Basato sulla filosofia del budō, il Kudo è esteso a livello mondiale e tutti i suoi istruttori e capi sono certificati e registrati sotto la Kudo International Federation, conosciuta anche come K.I.F.

## Filosofia
Il kudo segue il concetto del budo. Con esso non si cerca solo la forza fisica, ma piuttosto il perseguimento della forza spirituale (coraggio, autocontrollo, atteggiamento inflessibile), il raggiungimento della gentilezza (compassione verso i deboli e gli smarriti) e l'etichetta (verso i colleghi, gli anziani, i giovani). 
Il Budo è un'educazione fisica sociale che mira a produrre esseri umani che siano in grado di contribuire alla società dando loro un ambiente in cui sviluppare le qualità spirituali sopra menzionate.

## Dojo kun
Dōjō kun tradotto letteralmente significa regole del luogo in cui si pratica la Via.
Esso è come una sorta di giuramento che riflette i valori che si cercano di comunicare.
Solitamente si cita all'inizio alla fine della sessione di allenamento.
Il dojo kun del kudo è il seguente:

## Equipaggiamento
Gli atleti di Kudo, o kudoka, indossano un'uniforme ufficiale, "dogi" o "kudogi"(simile al judogi, resistente per le proiezioni, ma con le maniche più corte rispetto a una karate gi tradizionale). Questo design è ideale per le tecniche di presa e proiezione. Per gareggiare sono anche richiesti una conchiglia integrale, un paradenti, dei guantini ufficiali della K.I.F. (che proteggano le nocche ma che lascino libere e scoperte le dita per permettere le prese) e uno speciale casco di protezione K.I.F. con visiera in plexiglas per proteggere i combattenti da gravi danni al volto e traumi cerebrali.
Gli atleti minorenni, oltre al Kudo Gi, al casco in plexiglas e i guantini, devono indossare i paratibie e il corpetto. 
Va detto, però, che il regolamento sulle protezioni dei minorenni varia da torneo a torneo.

## Categorie di combattimento
Gli atleti non vengono classificati in base al peso, ma in base al physical index.
Il physical index (PI) è la somma del peso, in kilogrammi, più l'altezza, in centimetri.
| Categoria: | sotto 230   |
| Categoria: | 230-240     |
| Categoria: | 240-250     |
| Categoria: | 250-260     |
| Categoria: | 260-270     |
| Categoria: | 270 e oltre |

Questo sistema per identificare delle categorie in cui combattere è l'unico nel suo genere.
Solitamente negli altri sport da combattimento o le altre arti marziali si classificano le categorie in cui combattere in base al peso in kilogrammi. Per mezzo di questo sistema di categorie si cerca di valorizzare non solo il peso ma anche l'altezza che, generalmente, è sinonimo di un braccio più lungo e quindi un vantaggio sulla lunga distanza

## Kudo e mma
Il kudo presenta analogie con le Mixed martial arts in quanto entrambe presentano un contesto di lotta a 360° e quindi con ogni aspetto del combattimento.
Tuttavia vi sono delle differenze nel regolamento, nel modo in cui sono nate e nell'insegnamento

## Regolamento
Il regolamento nel daido juku è definito, ma ogni torneo utilizza delle regole proprie, ispirandosi a quest'ultime. 
Le regole definite, in base al regolamento utilizzato al mondiale stabiliscono: la lotta al suolo solo per due volte, rispettivamente non più di trenta secondi, colpi proibiti alla schiena e alle parti intime.
Lo svolgimento delle competizioni è su un tatami 13x13 metri con un quadrato interno 9x9 metri, in cui vi è l'area di combattimento.
Sui quattro angoli dell'area del combattimento vi sono 4 arbitri più uno dentro il tatami.
Il principio con cui si assegnano i punti è in base alla forza con cui si sono sferrati, poiché essa è conseguenza della tecnica e delle proprie capacità fisiche.
Detto ciò la compononente chiave che da punti non è la tecnica, ma l'efficacia che, si può comprendere, in base a quanto l'avversario ha accusato il colpo.
La valutazione è da 1 a 8.
I punti, in giapponese, sono chiamati koka, yuko, wazari e ippon.
Essi valgono rispettivamente 1 punto, 2 punti, 4 punti e 8 punti (se l'avversario totalizza 8 punti gli viene assegnata la vittoria).
Inoltre la vittoria può avvenire per sottomissione o strangolamento, k.o. o chi alla fine dell'incontro ha totalizzato più punti.
In caso di pareggio o si delibera o si svolge un altro incontro.
La durata dell'incontro è di 3 minuti.

## Diffusione
Il kudo é praticato in 52 paesi con la maggiore rappresentanza in Russia.
La popolarità è dovuta al fatto che la Russia è stato il primo paese estero con questo sport.